# S/y Spaniel
Spaniel – drewniany, jednomasztowy jacht regatowy, na którym polscy żeglarze odnosili w latach siedemdziesiątych XX w. znaczące sukcesy. Jacht zatonął w 1981 r.

## Charakterystyka
Jacht został zaprojektowany jako jednostka wyczynowa, z myślą o udziale w międzynarodowych regatach żeglarzy - samotników OSTAR (w Polsce znanych także pod nazwą TARS). Podczas projektowania wzorowano się na rozwiązaniach zastosowanych w konstrukcji jachtów typu Taurus. By jak najlepiej dopasować nową jednostkę do wymagań klasy Jester, w której miała ona wystartować wprowadzono dość znaczące modyfikacje powodujące zwiększenie zanurzenia, szerokości kadłuba, powierzchni ożaglowania i stateczności kursowej w stosunku do pierwowzoru.
Poszycie jachtu wykonano z pięciu warstw drewna mahoniowego (środkowa warstwa drewna miała grubość 9 mm, pozostałe grubość po 3,5 mm). Z drewna dębowego wykonano stępkę, wręgi i denniki. W celu zwiększenia stateczności jacht wyposażono w balast o łącznej masie 1600 kg.

## Eksploatacja i ostatni rejs
W 1976 r. jacht „Spaniel” wziął udział w transatlantyckich regatach samotnych żeglarzy OSTAR. Dowodzony przez kapitana Kazimierza Jaworskiego zajął w tych zawodach wysokie czwarte miejsce (na ogólną liczbę 73 sklasyfikowanych jednostek). W 1979 r. jacht kierowany przez kpt. Jerzego Rakowicza uczestniczył w regatach AZAB rozgrywanych na trasie Falmouth - Wyspy Azorskie - Falmouth, zajmując w nich pierwsze miejsce (na siedem jednostek w swojej klasie).  W 1980 r. jacht uczestniczył po raz drugi w regatach OSTAR, zajmując tym razem piętnaste miejsce w swojej klasie, która liczyła 36 jachtów (jednostką dowodził kpt. Jerzy Rakowicz).
W 1981 r. jacht został wydzierżawiony prywatnej osobie - posiadającej uprawnienia kapitana żeglugi bałtyckiej - i zaczął pełnić funkcję jachtu turystycznego. Pod dowództwem nowego kapitana w dniu 20 września 1981 r. jacht wypłynął ze Świnoujścia w rejs turystyczny do francuskich portów Morza Śródziemnego.  
W dniu 7 października 1981 r. ok. godz. 18.00 jacht zatonął w pobliżu wyspy Spiekeroog wchodzącej w skład Wysp Fryzyjskich. Do zatonięcia doszło w warunkach sztormowych (wiatr 10 B; stan morza 7). Ok. godz. 17.00 wysoka fala nadchodząca od strony rufy spowodowała wywrócenie się jachtu i jego pozostawanie przez kilka minut w pozycji odwróconej (masztem do dołu). Po około 5 minutach jedna z kolejnych fal spowodowała obrócenie się jachtu do właściwej pozycji. W czasie wywrotki dwuosobowa załoga jachtu (kapitan plus osoba towarzysząca, nieposiadająca stopnia żeglarskiego) nie ucierpiała. Znacznym uszkodzeniom uległ natomiast jacht (złamany w dwóch miejscach maszt, wyrwana pokrywa bakisty rufowej, zniszczone drzwi do zejściówki). Do wnętrza jachtu dostały się duże ilości wody, a jej poziom stale się podnosił. Ok. godz. 17.30 załoga odpaliła rakiety sygnalizacyjne barwy czerwonej wzywając pomocy. Po ok. półtorej godziny do jachtu podszedł statek ratowniczy oraz nadleciał helikopter, który podjął załogę jachtu na swój pokład. Po około 40 minutach od opuszczenia przez załogę, jacht zatonął. 
W dniu 29 kwietnia 1983 r. Izba morska w Szczecinie orzekła, że do zatonięcia jachtu przyczynił się w pewnym stopniu jego kapitan, prowadząc jacht po nie najbezpieczniejszej w warunkach sztormowych trasie. Izba Morska nie miała natomiast zastrzeżeń do postępowania kapitania po przewróceniu się jachtu i w czasie akcji ratunkowej. 